# ألبي دي سوتشيزو

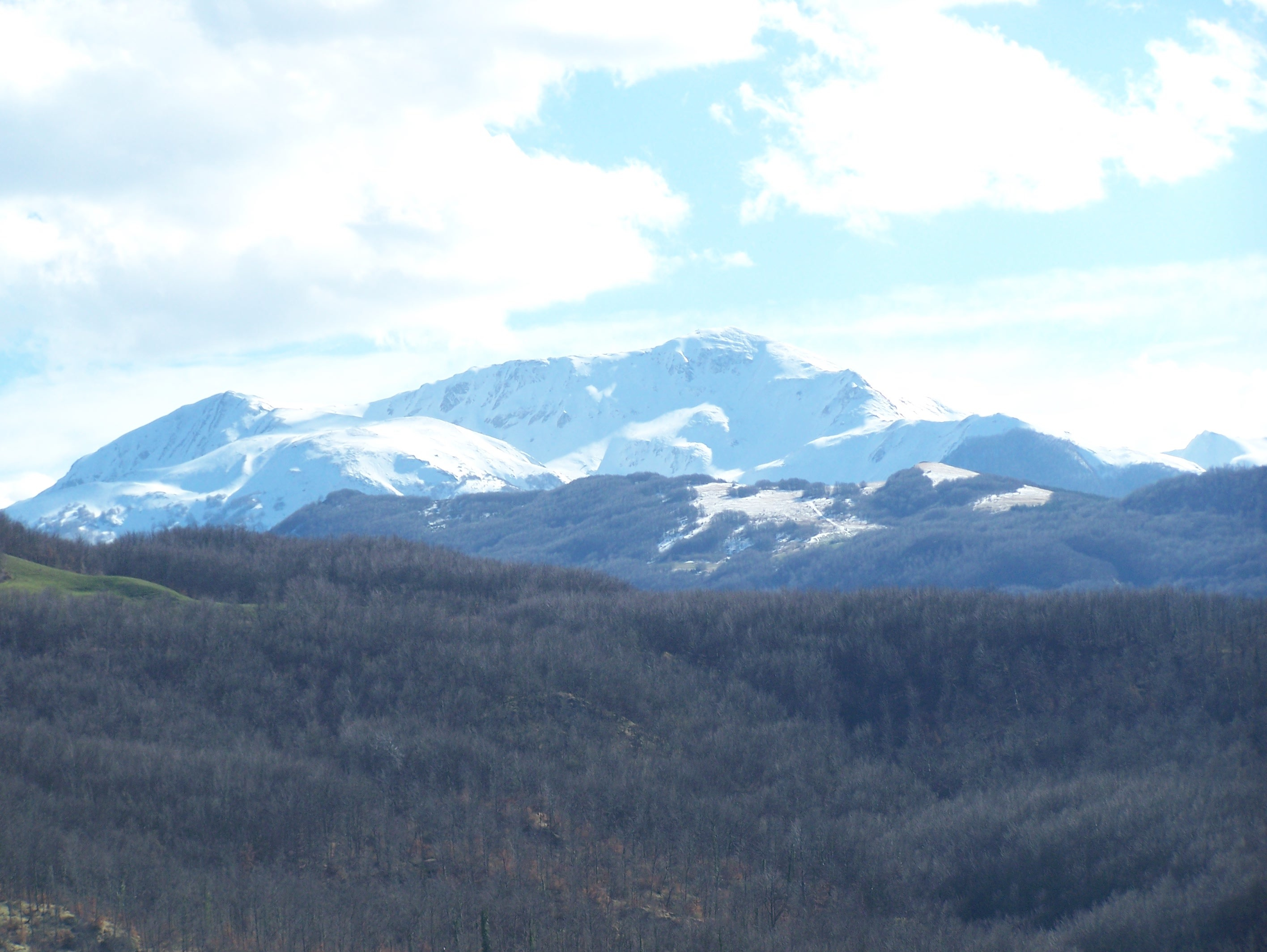
ألبي دي سوتشيزو

ألبي دي سوتشيزو (بالإيطالية: Alpe di Succiso) هو جبل في شمال الأبينيني ويقع بين ممري تشريتو ولاغاستريلو بارتفاع 2017 متر. له مظهر هرمي تنحته العديد من الأودية.